# Husbyfeld
Husbyfeld (dänisch Husbymark) ist ein Ortsteil der Gemeinde Husby.

## Hintergrund
Der Ortsname verweist auf Feldbereiche des Dorfes Husby. Bis heute wird insbesondere der südwestlich vom Dorf Husby gelegene Bereich, zu dem die Husbyfelder Straße führt, so genannt.
Auf dem Husbyfeld befand sich früher der Gerichtsplatz und Galgenberg der Husbyharde. Um 1892 fuhr der Husbyer Bauer Erich Gondessen Erde vom Galgenberg in die Niederung ab. Dabei entdeckte er sechs bis acht Skelette. Das Gelände wurde offenbar noch um 1960 herum als Abdeckerei-Gelände verwendet. Das Gelände wird heute offensichtlich vom Recyclinghof Husbyfeld weitergenutzt.
Wie die gesamte Gemeinde Husby gehört auch Husbyfeld zur Kirchengemeinde Husby. Auf dem dortigen Kirchhof verzeichnet so auch ein Gefallenendenkmal der Kirchengemeinde, einen der im Ersten Weltkrieg gestorbenen Soldaten aus Husbyfeld. Im Jahr 1961 hatte Husbyfeld 68 und 1970 57 Bewohner. Anfang der 1980er Jahre wurde unweit, am westlichen Rand des Husbyfeldes, auf dem Gemeindegrund von Hürup, die Marinefunksendestelle Hürup eingerichtet. Die militärische Nutzung der Marinefunksendestelle wurde 2015 aufgegeben. Ein Erneuerbare Energie Park wurde dort anschließend eingerichtet. Bis heute ist der Ortsteil Husbyfeld dünn besiedelt und landwirtschaftlich geprägt.

## Sage von der davonfliegenden Hexe
Auf dem Husbyfeld befand sich früher der Hinrichtungsplatz von Husby. Dort sollte der Sage nach einst eine Hexe verbrannt werden. Zu diesem „Schauspiel“ habe sich eine große Menschenmenge versammelt gehabt. In hellen Flammen habe der Scheiterhaufen bereits gebrannt und die Hexe sollte gerade hineingestoßen werden, als sie in der Menge eine Frau entdeckte, die strickte. Die Hexe habe die Frau um das Garnknäuel gebeten und diese habe es ihr gereicht. Daraufhin habe die Hexe es – Zauberworte murmelnd – um ihren Finger gewickelt und sei plötzlich direkt vor den Augen der Menge in die Luft hinauf- und davongeflogen. Sie sei danach nicht mehr gesehen worden. (Vgl. den Flensburger Blocksberg)